# Les Pessigolles
Les Pessigolles: periòdic de gresca va ser una publicació satírica reusenca que va sortir el 1920 i 1921

## Història
Va aparèixer poc després del nomenament de Manuel Sardà, del partit monàrquic, com a alcalde de Reus, i el centre dels seus atacs és la coalició de la Unión Monárquica i els lerrouxistes reusencs que governava a l'ajuntament.

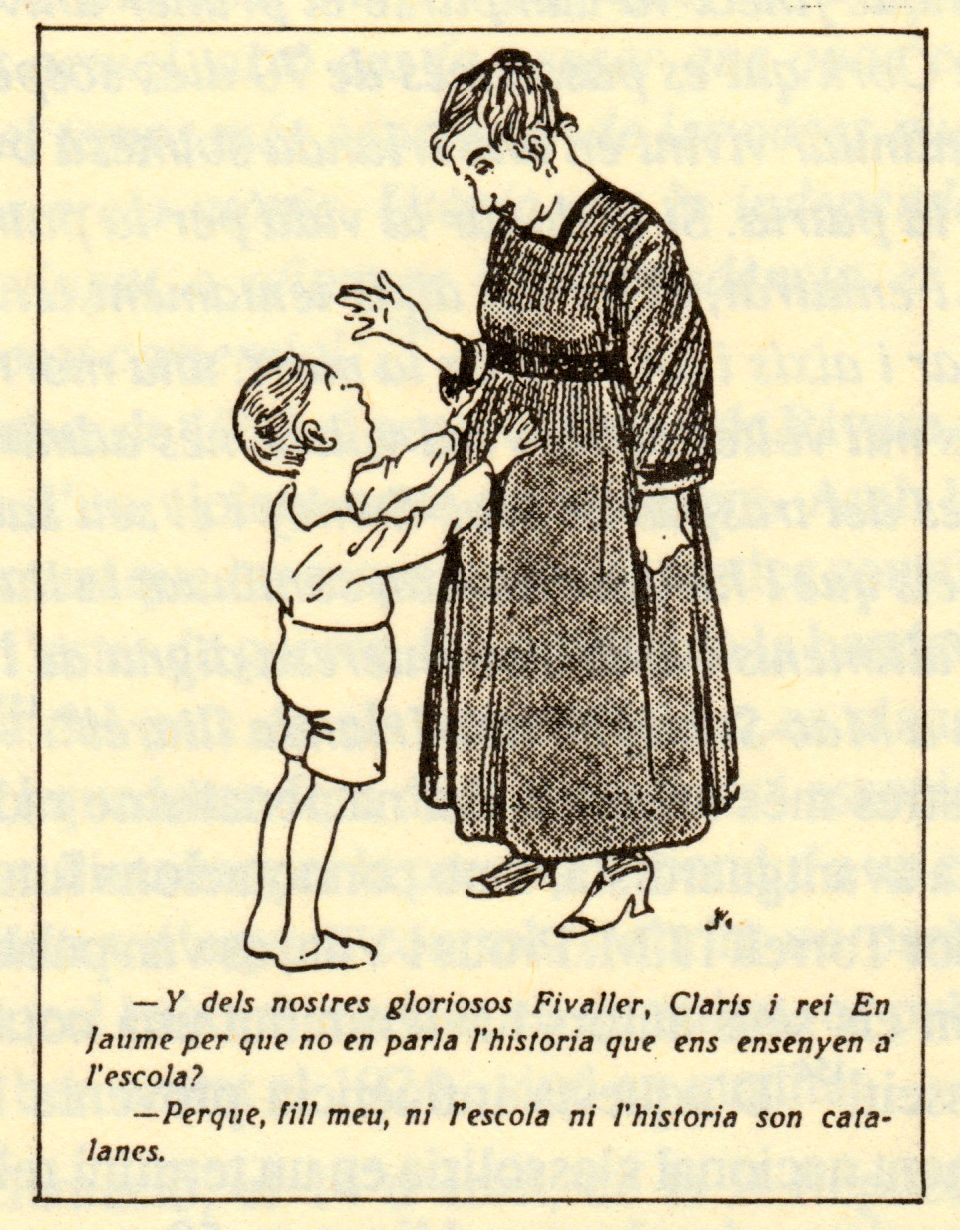
Acudit aparegut a Les Pessigolles el 15 de novembre de 1921, reivindicant una escola catalana

Els seus continus atacs al govern municipal, i sobretot al mateix alcalde van provocar que a inicis de l'any 1921, el seu director Antolín Antolín, director de palla, fos engarjolat per ordre municipal. El diari Las Circunstancias va donar la notícia: "El director del semanario "Les Pessigolles" recibió aviso verbal de que se personase en el cuartelillo de Rondas Municipales […] donde le dijeron que quedaba detenido, sin más explicaciones […] a las nueve de la noche lo dejaron en libertad bajo condición de que volviera a presentarse a las diez. Así lo hizo el director de "Les Pessigolles", a quien se dijo que dejara de ser director de dicho semanario, advirtiéndole que de no dejarlo le acarrearía problemas y que seria recogida la edición si se metia con cierto señor". Aquest acte de prepotència per part de l'alcalde Manuel Sardà, que també era un acte contra la llibertat d'impremta, va mobilitzar la premsa local sense excepcions. El 23 de gener es van reunir representants del Diario de Reus, Las Circunstancias, Foment, La República, Butlletí del centre Autonomista de Dependents del Comerç i de la Indústria, Heraldo de Reus, Boletín de la Asociación de Médicos, La Columna de Foc, i els corresponsals locals de La Veu de Catalunya, El Progreso, La Premsa Gràfica, El Diluvio, La Publicidad i El País, i acordaren refusar la pressió feta per l'alcalde, protestar per la detenció i solidaritzar-se amb Antolín Antolín que seguí de director.

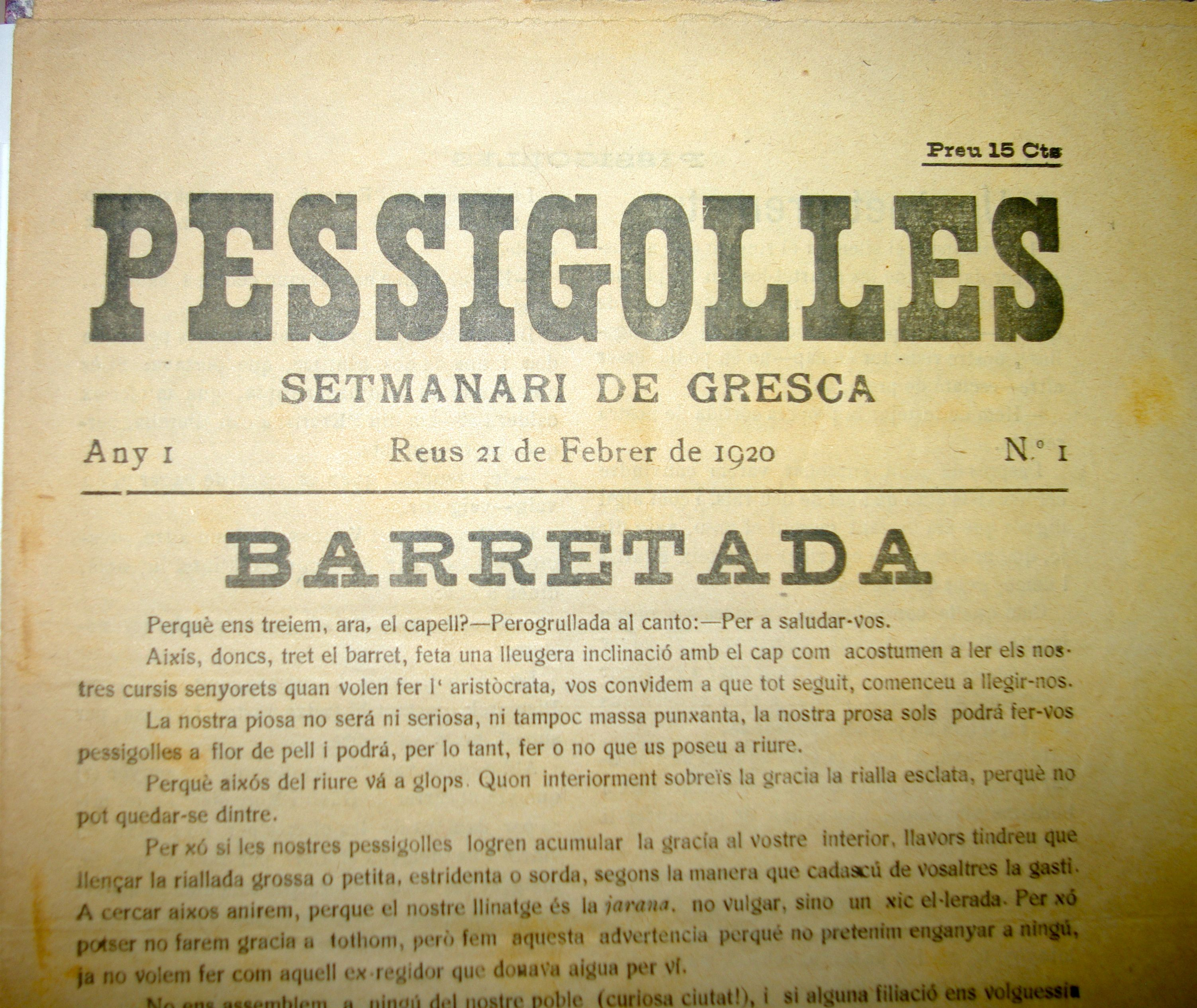
Núm 1 de Pessigolles

Les Pessigolles tenia com a col·laboradors A. Secall i Salvador Torrell. Tenia algunes seccions fixes: "Noies...", "Filmant (Street)", "Esquitx", "Pequeñeces". Tan importants com els textos, d'una bona qualitat satírica, eren les il·lustracions, signades per Puk, Ramon (possiblement Ramon Vidiella), J.LL. i Ksa (Ferran Casajuana)
Se'n conserven 9 números, del núm. 1, de l'11 de desembre de 1920 al núm. 9, del 4 de febrer de 1921. Sortia setmanalment, tenia format foli, 4 pàgines, valia 10 cèntims i s'imprimia a la Impremta Catalònia.
A inicis de 1920 va sortir un altre setmanari amb quasi el mateix nom, Pessigolles: setmanari de gresca, dirigit per Joan Duran i Juncosa. El primer número era del 21 de febrer i el tercer i últim del 5 de març. S'imprimia a la Impremta de Josep Sanjuan, la capçalera era tipogràfica, tenia 8 pàgines, 32 cm i valia 15 cèntims. Com la seva successora, Pessigolles atacava els monàrquics i lerrouxistes locals. Era escrita totalment en català, cosa que indica que els editors i col·laboradors formaven part dels sectors nacionalistes reusencs, tot i que neguen cap vinculació amb algun dels partits polítics existents a la ciutat.

## Localització
- Biblioteca Central Xavier Amorós de Reus[3][4]
- Biblioteca del Centre de Lectura de Reus i Biblioteca de Catalunya[5][6]